# Irina Podgorny
Irina Podgorny, Ph.D (sinh năm 1963 tại Quilmes) là một nhà nhân chủng học người Argentina, một nhà sử học tại trường Đại học Quốc gia La Plata, nhân viên thường trực tại CONICET, giáo sư danh dự và Giám đốc Lưu trữ Lịch sử và Hình ảnh tại Cơ sở Khoa học Tự nhiên và Bảo tàng của Đại học Quốc gia La Plata, và người chiến thắng giải thưởng Bernardo Houssay. Cô đã làm việc cho CONICET từ năm 2013.

## Cuộc đời
Irina Podgorny được sinh ra ở Quilmes, Argentina vào năm 1963. Cô học ngành nhân chủng học ở La Plata từ năm 1981 đến năm 1987 và sau đó bắt đầu nghiên cứu sau đại học về Lịch sử xã hội và Lịch sử ý tưởng tại Đại học Buenos Aires năm 1988, qua năm 1993. Năm sau, cô được trao bằng tiến sĩ nhân chủng học thông qua Luận án. Từ 2001 đến 2012, Podgorny là Giáo sư khoa học Lịch sử tại Đại học Quilmes.
Vào năm 2002-2003, Podgorny đã được Friedrich Kittler trao tặng học bổng của Quỹ Humboldt và sau đó làm Học giả thỉnh giảng tại Berlin năm 1998, 2009 - 2011), Paris năm 1999 và Thành phố New York năm 2010, là giáo sư thỉnh giảng tại Rio de Janeiro từ năm 2000 - 2001, Paris năm 2008, tại EHESS năm 2010 và đã giữ chức giáo sư Lewis P. Jones tại trường cao đẳng Wofford ở Nam Carolina vào năm 2012.
Từ năm 2013, Podgorny là giám đốc chương trình nghiên cứu nhị phân giữa CONICET và Đại học Paris Diderot.

## Tác phẩm

### Sách
- Arqueología y Educación: la inclusión de la arqueología pampeana en la educación argentina, 1993
- Arqueología de la educación: Textos, indicios, monumentos: La imagen de los indios en el mundo escolar. Buenos Aires: Sociedad Argentina de Antropología. 1999. eISSN 1850-373X. ISBN 987-ngày 97 tháng 3 năm 7121. {{Chú thích sách}}: Kiểm tra giá trị |isbn=: ký tự không hợp lệ (trợ giúp)
- El argentino despertar de las faunas y de las gentes prehistóricas. Coleccionistas, Museos y estudiosos en la Argentina entre 1880 y 1910, 1999. Argentine Society of Anthropology
- El Argentino despertar de las faunas y de las gentes prehistóricas. Coleccionistas, estudiosos, museos y universidad en la creación del patrimonio paleontológico y arqueológico nacional (1875-1913), 2000. University of Buenos Aires Press
- Charlatanes: Crónicas de Remedios Incurables [Charlatans: Chronicles of Incurable Remedies] (bằng tiếng Tây Ban Nha). Buenos Aires: Eterna Cadencia. 2012. ISBN 978-987-1673-67-4.
- Kelly, Tatiana; Podgorny, Irina, biên tập (2012). Los Secretos de Barba azul: Fantasías y realidades de los archivos del Museo de La Plata (bằng tiếng Tây Ban Nha). Rosario: Prohistoria. ISBN 978-987-1855-14-8.
- Achim, Miruna; Podgorny, Irina, biên tập (2013). Museos al detalle: colecciones, antigüedades e historia natural. Rosario: Prohistoria. ISBN 978-987-1855-68-1.
- Kohl, Philip L. (2014). Podgorny, Irina; Gänger, Stephanie (biên tập). Nature and Antiquities:The Making of Archaeology in the Americas. University of Arizona Press. ISBN 978-0-8165-3112-7.

### Bài viết
- "Changing the Dead to Statues of Stone. Synthesis of Fossils, Petrifaction, Photography, and the Chemistry of the Gorgonean Arts". 2012. ISSN 0394-7394 – qua Nuncius, Volume 27/2, pp. 289-308. {{Chú thích tạp chí}}: Chú thích magazine cần |magazine= (trợ giúp)
- "El desierto en una vitrina: museos e historia natural" (bằng tiếng Tây Ban Nha). Limusa. 2008. eISSN 1806-9347. ISSN 0102-0188.
- "El sendero del tiempo y de las causas accidentales: Los espacios de la Prehistoria en la Argentina, 1850-1910" (bằng tiếng Tây Ban Nha). Rosario: Prohistoria. 2009. eISSN 1852-0499.
- García, Susana; Podgorny (2010). "Causas simultáneas actuando en largos períodos de tiempo" [Simultaneous causes acting in long periods of time] (PDF). Periódico de arte, cultura y desarrollo del CCPE/ AECID (bằng tiếng Tây Ban Nha). Rosario: Parque de España Cultural Center. Bản gốc (PDF) lưu trữ ngày 4 tháng 3 năm 2016. Truy cập ngày 26 tháng 1 năm 2019. {{Chú thích tạp chí}}: Chú thích magazine cần |magazine= (trợ giúp)
- "Neomylodon". Berlin: Max Planck Institute for the History of Science. 2011 – qua S. Azzouni et.al. (eds.): Eine Naturgeschichte für das 21. Jahrhun-dert: hommage à, zu Ehren von, in honor of Hans-Jörg Rheinberger. pp. 94-96. {{Chú thích tạp chí}}: Chú thích magazine cần |magazine= (trợ giúp)
- "Fossil Dealers, the Practices of Comparative Anatomy, and British Diplomacy in Latin America, 1820-1840". ngày 31 tháng 8 năm 2012 – qua British Journal for the History of Science, pp. 1-28. {{Chú thích tạp chí}}: Chú thích magazine cần |magazine= (trợ giúp)

## Liên kết mở rộng
- "Irina Podgorny". conicet.gov.ar. National Scientific and Technical Research Council.
- "Irina Podgorny". ikkm-weimar.de/en. IKKM Weimar. Bản gốc lưu trữ ngày 27 tháng 1 năm 2019. Truy cập ngày 26 tháng 1 năm 2019.